# Dream Ami
Ami（1988年5月11日—），是日本的歌手，大阪出身，身高164公分。Dream、E-girls的前成員（E-girls 主唱、Dream隊長）。所屬唱片公司為avex trax，rhythm zone，所屬經紀公司為LDH。2015年以“Dream Ami”的名義單獨出道，推出首張個人專輯。

## 經歷
- 2002年7月7日，加入Dream
- 2011年4月，加入E-girls
- 2015年7月29日，推出首支個人單曲ドレスを脫いだシンデレラ
- 2016年4月，公開優獸大都會日文版主題歌トライ・エヴリシング
- 2016年10月19日，推出第三支單曲Lovefool -好きだって言って-
- 2017年3月22日，發行第四支單曲はやく逢いたい

## 人物
- 與AAA的與真司郎是高中的同班同學。
- 2020年2月22日結婚，丈夫是建築師半田悠人。

## 作品

### 單曲
| #   | 發售日         | 標題                        | 最高位 |
| --- | -------------- | --------------------------- | ------ |
| 1st | 2015年7月29日  | ドレスを脱いだシンデレラ    | 5位    |
| 2nd | 2016年4月20日  | トライ・エヴリシング        | 6位    |
| 3rd | 2016年10月19日 | Lovefool -好きだって言って- | 9位    |
| 4th | 2017年3月22日  | はやく逢いたい              | 7位    |
| 5th | 2017年7月12日  | 君のとなり                  | 5位    |
| 6th | 2018年4月18日  | アマハル                    | 12位   |
| 7th | 2018年10月24日 | Wonderland                  | 37位   |
| 8th | 2019年3月13日  | Good Goodbye                | 36位   |

### 參加作品
- FREE FREE!! feat. HAN-KUN & Ami (Dream / E-girls) - 2013年9月18日發售
- POSITIVE feat. Dream Ami - 2015年9月16日發售

## 出演

### 電視節目
- 週刊EXILE（2012年 - 2014年、TBS） - MC
- High Noon TV Viking!（2014年4月 - 2016年3月、富士電視台）
- BF会議（2014年10月 - 2015年3月、朝日電視台） - MC
- Good Time Music（2016年4月 - 、TBS） - MC

### 電視劇
- 紳士大主廚(ムッシュ!) 第10集（2013年6月24日、CBC）飾 Ami

### 聲優
- 櫻桃小丸子動畫25週年紀念特別篇 攜手同遊~苦樂交織的美味特輯（2015年1月25日、富士電視台）飾 Ami
- 動物方城市日文版（2016年）飾 志羚姐姐

## 外部連結
- E-girls 官方網站（页面存档备份，存于）
- Dream 官方網站（页面存档备份，存于）
- Dream Ami 官方網站（页面存档备份，存于）
- Ami Instagram（页面存档备份，存于）

## 資料來源
- E-girls 官方網站（页面存档备份，存于）
- About E-girls -Ami（页面存档备份，存于）
- E-girls首次有團員單飛，Dream Ami公佈「脫下洋裝的灰姑娘」MV[永久]
- Dream Ami Profile
- Dream Ami 官方網站
- oricon結婚發表（页面存档备份，存于）
- youtube結婚發表